# رحورجرسن

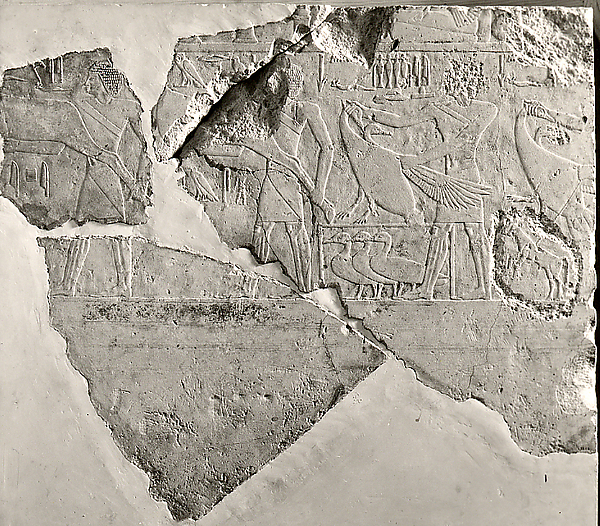
نقش من مصطبة رحو-ر-جر.سن، الآن في متحف متروبوليتان للفنون

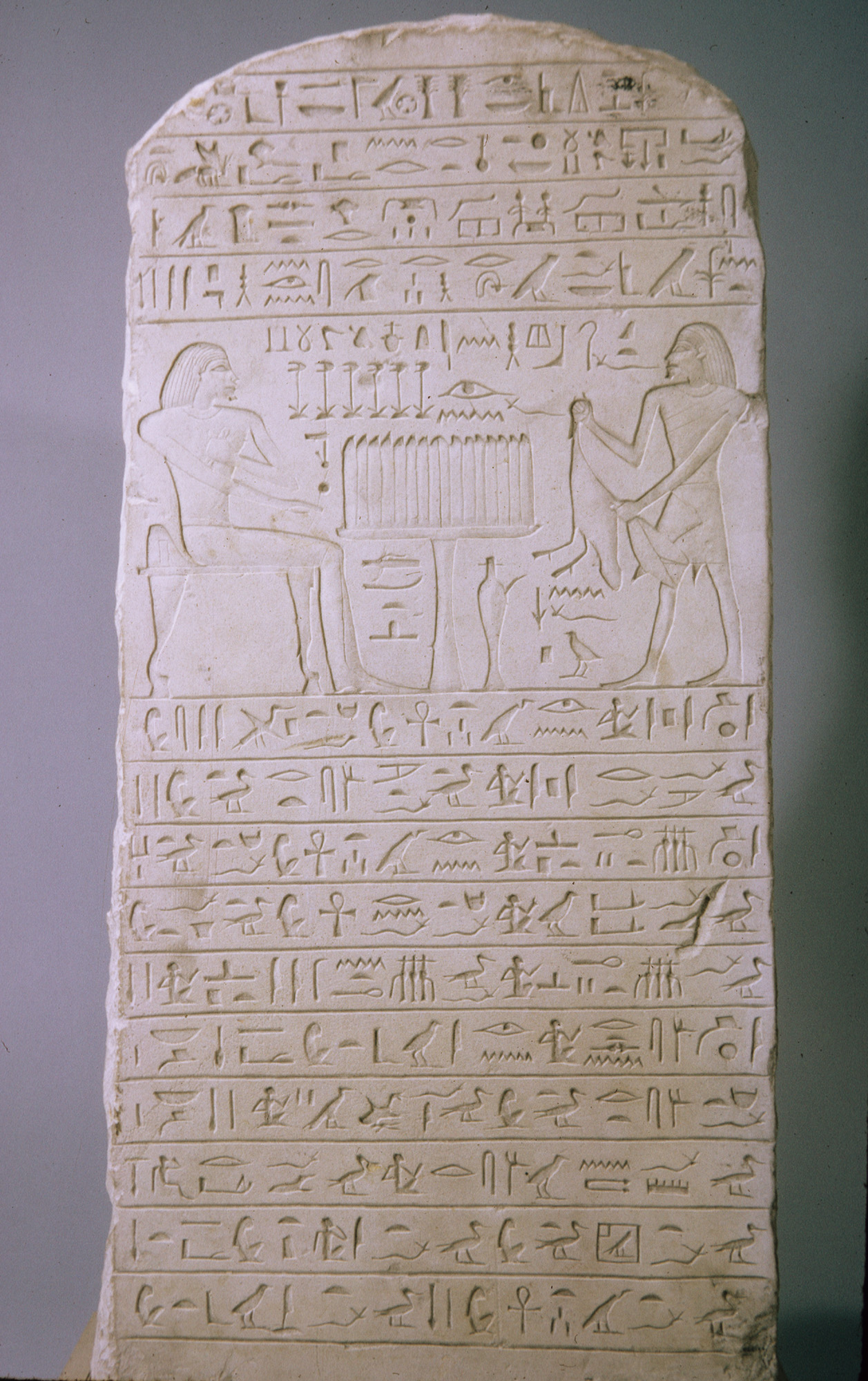
لوحة رحو-ر-جر.سن، الآن في متحف المتروبوليتان للفنون

كان «رحو-ر-جر.سن» أمين خزانة مصري قديم قد تولى هذا المنصب في عهد الملك مؤسس الأسرة الثانية عشر أمنمحات الأول.
يُعرف «رحو-ر-جر.سن» بشكل رئيسي من مقبرته في الليشت (القبر رقم 384)، بالقرب من هرم أمنمحات الأول. أصيبت مصطبته بأضرار بالغة، إلا أنه قد تم العثور على نقوش تحمل اسمه والعديد من ألقابه. وقيل أن «رحو-ر-جر.سن» وأمن-م-حات الأول كانوا معاصرين بناء على موقع المصطبة من الهرم. وتم الحفاظ على أسماء عدد من الألقاب المهمة في مقبرته: الخَاتٍم الملكي، الصديق الوحيد، المتحدث باسم كل Pe-ite، المتحكم في كل إزار، و المشرف على بيت الذهبي المزدوج (الشمالي والجنوبي). وتحمل أيضًا إحدى لوحاته ألقاب عضو النخبة، ومُتصدر الأفعال (حاتي-ع)، ومراقب الخزائن.
تقع المصطبة على الجانب الغربي من هرم الملك. تم التنقيب عنها بالفعل في الفترة 1894-1895 بواسطة بعثة فرنسية بقيادة جوزيف إتيان غوتييه ثم مرة أخرى في الفترة 1920–21 بواسطة بعثة أمريكية. وتتكون من مصطبة سليمة تحيط بها الجدران من حولها. يبلغ طول الجدران المحيطة 27.70 متر من الشمال إلى الجنوب، و 19 متر من الشرق إلى الغربي. المصطبة السليمة هي مبنى مصمت به غرفة عبادة داخلية. لا تزال بعض أجزاء الزخرفة محفوظة في غرفة العبادة. وتظهر احدى الكتل صف من حاملي القرابين. وتم العثور على كتلة أخرى مُزخرفة في مكان قريب منها. هذه الكتل تظهر «رحو-ر-جر.سن» جالس على كرسي ومن أمامه أحد النقوش التي تبين ألقابه. كما توجد كتلة أخرى تظهر القوارب الموجودة في الأهوار.
كما يُعرف أيضًا «رحو-ر-جر.سن» من لوحة أبيدوس. ومع ذلك، استنادًا إلى أسباب تقنية، فقد تم تأريخ اللوحة بفترة حكم أمنمحات الثاني. ولقد خلق الإختلاف في التأريخ بعض الارتباك حول تاريخ «رحو-ر-جر.سن». فيبدو أن القبر قد بُني بعد فترة كبيرة من تولي أمن-م-حات الأول الملك، وفي نفس الوقت يبدو من نمط النقوش في المصطبة التأكيد على تاريخ يرجع إلى فترة تولي أمن-م-حات الأول. لذلك قيل رأيين إما أنه كان يوجد أثنين من أمناء الخزان يحملان نقس الاسم، أو أنه قد تم إنشاء اللوحة من بعد وفاته.

## المؤلفات
- ديتر أرنولد: هندسة مقبرة المملكة الوسطى في ليشت، نيويورك 2008، ص 63-69، لوحات 115-128، (ردمك 978-1-58839-194-0)| A1 | A1 | A1 | r | Dr · r | s | n |

| A1 | A1 | A1 | r | Dr · r | s | n |

1. ↑  Arnold: Middle Kingdom Tomb Architecture at Lisht, p. 122a